# Chlorophorus decoratus
Chlorophorus decoratus là một loài bọ cánh cứng trong họ Cerambycidae.